# Puck Pieterse
Pour les articles homonymes, voir Pieterse.
Puck Pieterse, née le 13 mai 2002 à Amersfoort, est une coureuse cycliste néerlandaise. Elle participe à des compétitions de cyclo-cross, de cyclisme sur route et de VTT : elle est notamment championne d'Europe de cyclo-cross en 2019 (juniors), 2020 et 2022 (espoirs), ainsi que championne du monde de cyclo-cross espoirs en 2022. Chez les élites, elle remporte le championnat d'Europe de VTT cross-country en 2023 et 2024, ainsi que le classement général de la Coupe de monde 2023, avant de devenir championne du monde en 2024.

## Biographie
Puck Pieterse commence sa carrière internationale à l'âge de 16 ans lors de la saison de cyclo-cross 2018-2019. Cette saison-là, elle remporte sa première victoire chez les élites au Grand Prix Möbel Alvisse à Leudelange. Elle est championne des Pays-Bas de cyclo-cross juniors (moins de 19 ans) et prend les cinquième et sixième places aux championnats d'Europe et du monde espoirs (moins de 23 ans). En VTT, elle est championne des Pays-Bas de cross-country juniors en 2019 et 2020. Elle est également médaillée de bronze du championnat d'Europe de cross-country juniors en 2020.
Lorsqu'une catégorie junior est introduite aux championnats d'Europe lors de la saison suivante en 2019-2020, elle décroche le titre avec 28 secondes d'avance sur la Française Olivia Onesti. Peu de temps après, elle se classe pour la première fois dans le top 10 d'une manche de la Coupe du monde élite à Tábor. Aux mondiaux 2020, elle est vice-championne du monde de cyclo-cross juniors, largement devancée par sa compatriote Shirin van Anrooij. La saison suivante, elle est championne d'Europe de cyclo-cross espoirs, mais termine seulement sixième du championnat du monde espoirs de 2021. En VTT, elle est vice-championne d'Europe de cross-country espoirs derrière Mona Mitterwallner.
Au cours de la saison de cyclo-cross 2021-2022, elle monte six fois sur le podium de la Coupe du monde chez les élites et remporte le classement de la Coupe du monde espoirs. Aux championnats d'Europe à domicile, elle termine deuxième chez les espoirs derrière Shirin van Anrooij. Aux championnats du monde espoirs de 2022 à Fayetteville, elle décroche le titre à l'issue d'un sprint façe à Shirin van Anrooij. De retour en VTT, elle devient double championne d'Europe sur le relais mixte et le cross-country espoirs, ainsi que vice-championne du monde de cross-country espoirs derrière Line Burquier. Elle domine la saison de cyclo-cross 2022-2023 avec Fem van Empel. Pieterse remporte quatre manches de la Coupe du monde. À Namur, elle redevient championne d'Europe espoirs devant Line Burquier. Chez les élites, elle décroche ensuite le titre de championne des Pays-Bas de cyclo-cross. Elle est médaillée d'argent du championnat du monde de cyclo-cross et termine deuxième de la Coupe du monde, à chaque fois derrière Fem van Empel.
En VTT, elle fait des débuts fracassants en 2023 chez les élites. Elle remporte trois manches de Coupe du monde en cross-country olympique (XCO) et une course short track (XCC). À la fin de la saison, elle remporte les classements généraux de la Coupe du monde dans les deux disciplines. Elle est également sacrée championnats d'Europe à 21 ans. Aux championnats du monde de VTT 2023, elle remporte la médaille d'argent sur le short track et la médaille de bronze sur la distance olympique.
En 2024, elle se classe deuxième de la Coupe du monde (lauréate de trois manches) et obtient la médaille de bronze du championnat du monde de cyclo-cross. Sur route, elle participe pour la première fois aux classiques de printemps et se classe à plusieurs reprises dans le top 10, dont des troisièmes places sur le Tour de Drenthe et le Trofeo Alfredo Binda-Comune di Cittiglio. Aux championnats d'Europe de VTT, elle conserve son titre sur le cross-country et obtient la médaille d'argent sur le cross-country short-track.
En juillet 2024, elle participe aux Jeux olympiques d'été de 2024, où elle dispute la course de VTT cross-country et termine à la 4e place, ratant la médaille de bronze pour 21 secondes. Le 14 août, elle gagne la 4e étape du Tour de France Femmes 2024 à Liège remportant un sprint à trois devant Demi Vollering et Katarzyna Niewiadoma. Le 28 septembre 2024, elle se classe première de la course en ligne des moins de 23 ans aux championnats du monde de cyclisme sur route à Zurich et revêt le maillot arc-en-ciel de la catégorie espoirs.
Pendant l'hiver 2024-2025, elle devient pour la seconde fois championne des Pays-Bas de cyclo-cross devançant Ceylin del Carmen Alvarado. Le 3 janvier 2025, elle remporte une manche de l'X²O Badkamers Trofee à Coxyde devant ses compatriotes Lucinda Brand et Fem van Empel. Aux championnats du monde de cyclo-cross 2025 organisés le 1er février à Liévin, elle monte sur la troisième marche du podium derrière les mêmes van Empel et Brand.
Le 1er mars 2025, elle entame la saison sur route par le Circuit Het Nieuwsblad où elle termine quatrième, en lutte pour la troisième place avec Demi Vollering derrière l'échappée victorieuse. Ensuite, elle obtient plusieurs places dans le top 10 comme lors des Strade Bianche (7e), du Trofeo Alfredo Binda (7e) et de Milan-San Remo (10e).
Le 23 avril 2025, elle remporte sa première classique à la Flèche wallonne. Elle émerge en tête au sommet du Mur de Huy devant Demi Vollering en fin de course et s'impose au sprint. Deux semaines plus tard, elle remporte la première édition du championnat des Pays-Bas de crosscountry short track.

## Palmarès en cyclo-cross
- 2018-2019

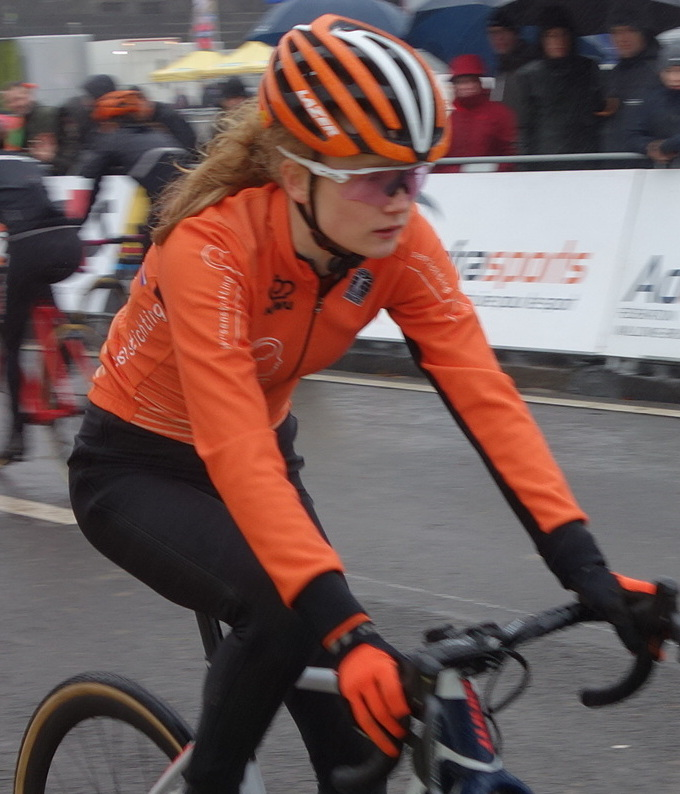
Pieterse en 2019.

  -  Championne des Pays-Bas de cyclo-cross juniors
  - Grand Prix Möbel Alvisse, Leudelange
  - 5e du championnat d'Europe de cyclo-cross espoirs
  - 6e du championnat du monde de cyclo-cross espoirs
- 2019-2020
  -  Championne d'Europe de cyclo-cross juniors
  -  Médaillée d'argent du championnat du monde de cyclo-cross juniors
  - 2e du championnat des Pays-Bas de cyclo-cross juniors
  - 7e de la Coupe du monde espoirs
- 2020-2021
  -  Championne d'Europe de cyclo-cross espoirs
  - 3e de la Coupe du monde espoirs
  - 6e du championnat du monde de cyclo-cross espoirs
  - 9e de la Coupe du monde
- 2021-2022
  -  Championne du monde de cyclo-cross espoirs
  - Classement général de la Coupe du monde espoirs
  -  Médaillée d'argent du championnat d'Europe de cyclo-cross espoirs
  - 3e du classement général de la Coupe du monde de cyclo-cross
  - 3e du championnat des Pays-Bas de cyclo-cross espoirs
- 2022-2023
  -  Championne d'Europe de cyclo-cross espoirs
  -  Championne des Pays-Bas de cyclo-cross
  - Coupe du monde de cyclo-cross #6, Overijse
  - Coupe du monde de cyclo-cross #7, Hulst
  - Coupe du monde de cyclo-cross #10, Val di Sole
  - Coupe du monde de cyclo-cross #14, Besançon
  - Superprestige #5, Diegem
  - GP Oisterwijk, Oisterwijk
  - X²O Badkamers Trofee #4, Herentals
  -  Médaillée d'argent du championnat du monde de cyclo-cross
  - 2e de la Coupe du monde
- 2023-2024
  - Coupe du monde de cyclo-cross #10, Gavere
  - Coupe du monde de cyclo-cross #11, Hulst
  - Coupe du monde de cyclo-cross #12, Zonhoven
  - Superprestige #7, Diegem
  - 2e du championnat des Pays-Bas de cyclo-cross
  - 2e de la Coupe du monde
  -  Médaillée de bronze du championnat du monde de cyclo-cross
- 2024-2025
  -  Championne des Pays-Bas de cyclo-cross
  - X²O Badkamers Trofee #6, Coxyde
  -  Médaillée de bronze du championnat du monde de cyclo-cross
  - 8e de la Coupe du monde de cyclo-cross

## Palmarès en VTT

### Jeux olympiques
- Paris 2024
  - 4e du cross-country

### Championnats du monde
- Mont Saint-Anne 2019
  - 7e du cross-country juniors
- Leogang 2020
  - 11e du cross-country juniors
- Les Gets 2022
  -  Médaillée d'argent du cross-country espoirs
- Glasgow 2023
  -  Médaillée d'argent du cross-country short track
  -  Médaillée de bronze du cross-country
- Pal Arinsal 2024
  -  Championne du monde du cross-country

### Coupe du monde
- Coupe du monde de cross-country espoirs
  - 2021 : 5e du classement général
  - 2022 : 6e du classement général, vainqueur d'une manche

- Coupe du monde de cross-country
  - 2023 : 1re du classement général, vainqueur de trois manches
  - 2024 : 9e du classement général, vainqueur d'une manche

- Coupe du monde de cross-country short-track
  - 2023 : 1re du classement général, vainqueur d'une manche
  - 2024 : 6e du classement général, vainqueur de deux manches

### Championnats d'Europe
- Brno 2019
  - 5e du cross-country juniors
- Monte Tamaro 2020
  -  Médaillée de bronze du cross-country juniors
- Novi Sad 2021
  -  Médaillée d'argent du cross-country espoirs
- Anadia 2022
  -  Championne d'Europe de cross-country espoirs
  -  Championne d'Europe du relais mixte
- Krynica-Zdrój 2023
  -  Championne d'Europe de cross-country
- Cheile Grădiștei 2024
  -  Championne d'Europe de cross-country
  -  Médaillée d'argent du cross-country short-track

### Championnats des Pays-Bas
- 2019
  -  Championne des Pays-Bas de cross-country juniors
- 2020
  -  Championne des Pays-Bas de cross-country juniors
- 2023
  -  Championne des Pays-Bas de cross-country
- 2025
  -  Championne des Pays-Bas de cross-country short track

## Palmarès sur route

### Par années
- 2023
  - 5e des Strade Bianche
- 2024
  -  Championne du monde sur route espoirs
  - 4e étape du Tour de France
  - 3e du Tour de Drenthe
  - 3e du Trofeo Alfredo Binda-Comune di Cittiglio
  - 6e du Tour des Flandres
  - 7e de Gand-Wevelgem
  - 8e du Circuit Het Nieuwsblad
- 2025
  - Flèche wallonne
  - 2e du Trofeo Oro in Euro
  - 2e de Liège-Bastogne-Liège
  - 3e de l'Amstel Gold Race
  - 4e du Circuit Het Nieuwsblad
  - 7e des Strade Bianche
  - 8e du Trofeo Alfredo Binda-Comune di Cittiglio
  - 9e du Tour des Flandres
  - 10e de Milan-San Remo

### Résultats sur les grands tours

#### Tour de France
2 participations :
- 2024 : 11e, vainqueure de la 4e étape,  vainqueure du classement de la meilleure jeune
- 2025 : 24e

### Classements mondiaux
| Année                                 | 2023 | 2024 |
| ------------------------------------- | ---- | ---- |
| Classement UCI                        | 209e | 30e  |
| UCI World Tour                        | 94e  | 17e  |
|                                       |      |      |
| Légende : nc = non classéSource : UCI |      |      |

## Distinctions
- Cycliste espoirs néerlandaise de l'année : 2023